# Rubus hallieri
Rubus hallieri är en rosväxtart som beskrevs av Wilhelm Olbers Focke. Rubus hallieri ingår i släktet rubusar, och familjen rosväxter. Inga underarter finns listade i Catalogue of Life.